# 我的鬼情人
《我的鬼情人》（羅馬化：Anong）是一部由卡曼线工作室制作的首部作品，梅拉达·苏斯丽及苏提拉·素维杰拉主演的泰国恐怖浪漫喜剧片。

## 演员阵容
- 梅拉达·苏斯丽 饰演 阿侬（Anong Yothanarong）
- 苏提拉·素维杰拉
- 甘雅薇·诵恩
- 桑尼·苏瓦美塔农
- Timethai（英语：Timethai）
- 4EVE

## 发行
2024年4月29日，电影于暹罗百丽宫的百丽宫影城（PARAGON CINEPLEX）举行首映礼。同年5月1日正式在泰国院线上映。